# Албена Колева
Албена Тодорова Колева е българска актриса.
През 1989 г. завършва специалност „Актьорско майсторство“ в НАТФИЗ при проф. Крикор Азарян.
Била е в трупите на театрите в Драматично-куклен театър „Иван Радоев“ Плевен, Драматичен театър „Стефан Киров“ Сливен, Драматичен театър „Н. Й. Вапцаров“ Благоевград, Драматично-куклен театър „Константин Величков“ Пазарджик, „Сълза и смях“, Малък градски театър „Зад канала“, Народния театър. От 2007 е в Сатиричен театър „Алеко Константинов“.
Албена Колева е дъщеря на актьорите Адриана Палюшева и Тодор Колев.

## Филмография
| Година           | Филми и сериали        | Серии | Роля                |
| ---------------- | ---------------------- | ----- | ------------------- |
| 2021             | Чичо Коледа            |       | служител на гробище |
| 2019             | Уют                    |       |                     |
| 2017             | 6 и 1 наум             |       | кака Цеца           |
| 2012             | Сутрешен блок          | 32    | Вера                |
| 1999, 2000, 2010 | Клиника на третия етаж | 35    | (в 1 серия: I)      |
| 2009             | Хъшове                 | 4     |                     |
| 1989             | Ти, който си на небето |       |                     |